# Йерихов
Йерихов (нем. Jerichow) — город в Германии, в земле Саксония-Анхальт.
Входит в состав района Йерихов. Подчиняется управлению Эльбе-Штремме-Финер. Население составляет 7461 человек (на 31 декабря 2010 года). Занимает площадь 53,04 км². Официальный код — 15 3 58 025.

## Известные уроженцы
- Грот, Сильвестр (род. 1958) — немецкий актёр.
- Тресков, Удо фон (1808—1885) — прусский генерал от инфантерии.
- Шуленбург, Фриц (1894—1933) — немецкий антифашист, борец сопротивления.

## Фотографии

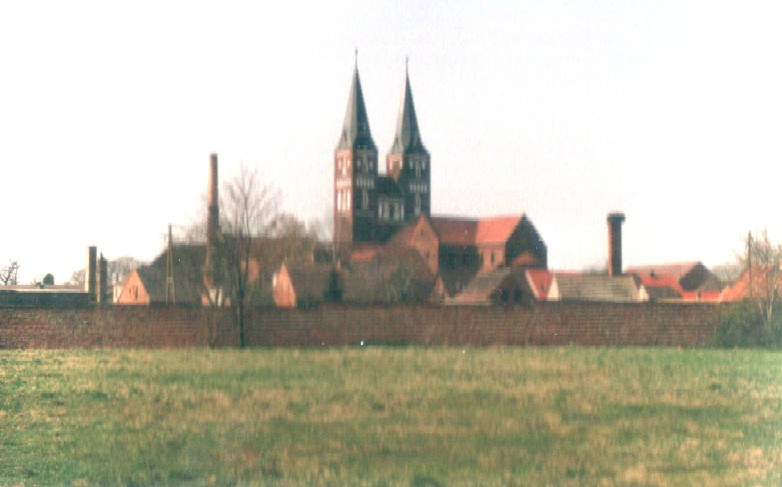
Монастырь
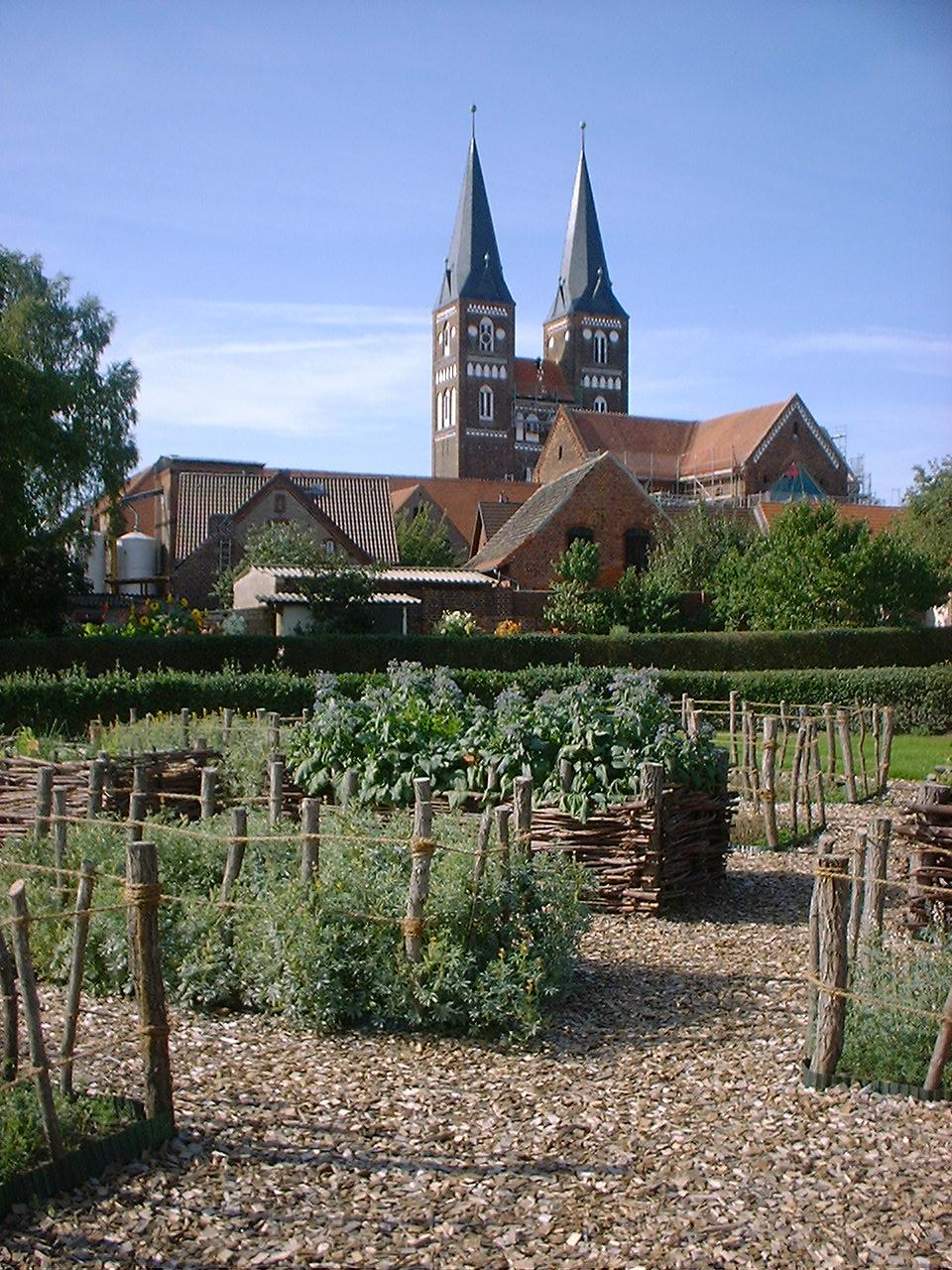
Монастырь
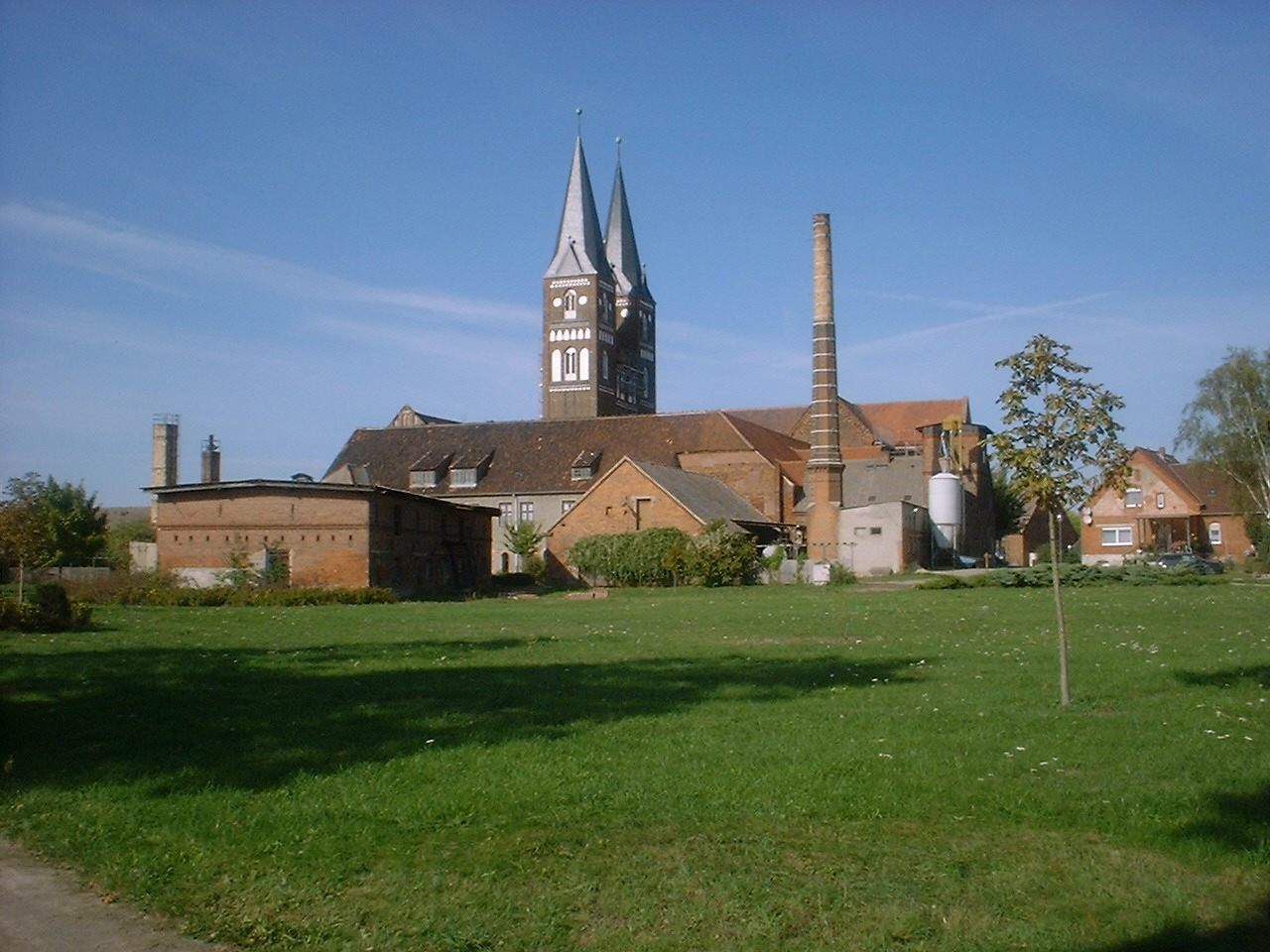
Монастырь
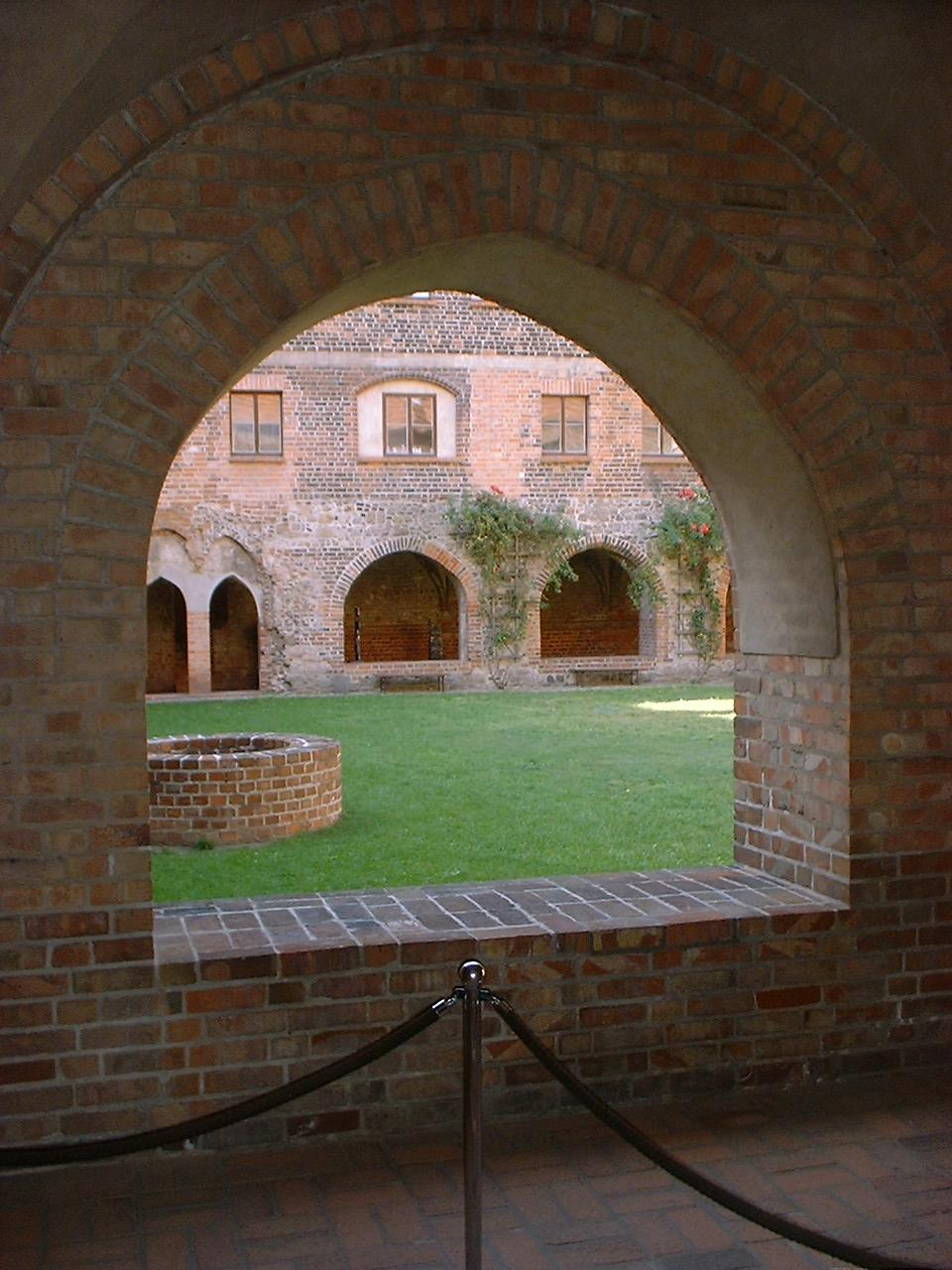
Монастырь